# Wólka Brzozokalska
Wólka Brzozokalska – wieś nad rzeką Pisią Tuczną na terenie Wysoczyzny Rawskiej na Południowym Mazowszu w gminie Radziejowice, powiecie żyrardowskim, województwie mazowieckim.

## Historia
Najstarsze źródła pisane potwierdzają istnienie w tym miejscu wsi Wola Brzozokolowa już w 1567 a czasów panowania Króla Zygmunta Augusta, kiedy to zakończył się okres tzw.wolnizny, która zazwyczaj trwała ok. 20 lat. Dowodzi to, że wieś musiała być już założona wcześniej. Istnienie wsi Wola Brzozokolowa potwierdzają też zapisy z  1579 r., z czasów panowania Króla Stefana Batorego. We wsi były wówczas dwie zagrody. Zamieszkiwali ją ludzie zwolnieni z odrabiania pańszczyzny w zamian za dokarmianie zwierzyny i wykonywania przerębli na rzece Tucznej, o której najstarsze wzmianki pochodzą z 1453 r. i dotyczą młynarza Stanisława Thuczny z pobliskiej Kuklówki. Dookoła wsi rozciągała się Puszcza Jaktorowska. W 1579 r. wieś należy do parafii we Mszczonowie, pallatynat Rawski.
Od początku XIX w wieś należy do parafii pw. św. Rocha w Radziejowicach. w 1827 r. we wsi było już 6 domów i 45 mieszkańców. Od 1952 r. Wólka Brzozokalska Adamów należy do rzymskokatolickiej parafii pw. Matki Boskiej Częstochowskiej w Kuklówce. Według map Królestwa Polskiego z 1848 r. Wólka tworzyła skupisko zabudowań u zbiegu obecnej ulicy Olszowej i Brzozokalskiej. Ulica Olszowa to najstarsza droga łącząca Wólkę Brzozokalską, poprzez wieś Krze Duże z Radziejowicami. W powstaniu styczniowym brali udział okoliczni mieszkańcy, m.in. Walenty Siwiec, jednak nie doszło do poważniejszych starć.
W 1864 r. w wyniku dekretu uwłaszczeniowego Rządu Narodowego została zniesiona pańszczyzna. Pańszczyznę zniósł również car Rosji. Po tym okresie nastąpiła stopniowa parcelacja majątku Krasińskich w Radziejowicach, do których należała Wólka Brzozokalska. Około 1866 r. nastąpiła masowa wycinka lasu, komasacja istniejących gruntów wsi i ponowne wytyczenie jej wzdłuż obecnej ulicy Brzozokalskiej. Powstała wówczas wieś Adamów wraz z parcelą i folwarkiem, którego ślady fundamentów oraz pozostałości grabowego żywopłotu znajdują się po północnej stronie ul. Folwarcznej. W tym czasie na końcu wsi osiedlił się rosyjski sędzia, który zbudował oryginalną rosyjską daczę, obecnie najstarszy budynek we wsi, drewniane czworaki i w 1909 r. oborę z zegarem słonecznym na szczycie od ul. Brzozokalskiej (ruiny istnieją jeszcze w 2008 r.). Sędzia ten otrzymał ziemię za zasługi w tłumieniu powstania styczniowego.
Wieś organizacyjnie należała do powiatu błońskiego z siedzibą w Grodzisku Mazowieckim. W końcu XIX w do wsi dołączona została tzw. Nowina przy obecnej ul. Nowiny. Była to część nabyta od właścicieli Radziejowic przez włościan z Wólki. Nowina to nowo pozyskana, w wyniku karczowania resztek Puszczy Jaktorowskiej, ziemia. We wsi w 1891 r. urodził się Jan Siwiec, działacz chłopski i samorządowy, poseł do Sejmu II RP, przewodniczący Związku Powiatów RP.
Podczas I wojny światowej wycofywanie się wojsk rosyjskich i przemarsze wojsk niemieckich i austriackich (jesień 1914 i lato 1915). Podczas kampanii wrześniowej w 1939 r. wieś była miejscem rozbrajania się wycofujących się żołnierzy "Armii "Łódź". W latach 1939–1945 na terenie działa Armia Krajowa. Dowódcą plutonu był plut. rez. Kazimierz Bratman. W zabudowaniach Jana Siwca przyjęto i przechowano zrzut spadochronowy dokonany wraz z cichociemnymi we wrześniu 1943 r. w ramach akcji "Neon 4" na placówkę "Solnica" (9/10 IX 1943 dowódca kpt. naw. Stanisław Król Ekipa XXIX:por. Bolesław Polończyk "Kryształ" ppor. Fryderyk Serafiński "Drabina" kpt. Elżbieta Zawadzka "Zo", kurier KG AK, w powstaniu warszawskim w Wojskowej Służbie Kobiet jedyna kobieta). W 1943 r., po krótkotrwałej działalności, rozbity został lewicowy oddział czeskiego partyzanta Józefa Niedoszyckiego ps. "Pepik", prawdopodobnie podoficera – uciekiniera z Wehrmachtu, który zginął i jest pochowany niedaleko obecnej ul. Pepika. We wsi, po ucieczce z niewoli niemieckiej, ukrywał się rosyjski żołnierz Iwan, który później terroryzował okolicznych mieszkańców i jako groźny przestępca został zamordowany. Wieś była miejscem schronienia, po upadku powstania warszawskiego, dla kilku rodzin z Warszawy. W końcu 1944 r. po południowej stronie wsi ludność miejscowa zmuszona została przez Niemców do wykopania rowu przeciwczołgowego, którego pozostałości można zobaczyć wzdłuż ul. Przeciwczołgowej i na zakręcie ul. Nowiny. W styczniu 1945 r. przez wieś przeszły oddziały sowieckiej 61 Gwardyjskiej Armii Uderzeniowej rabując okolicznych mieszkańców.
Pomiędzy Wólką Brzozokalską a Adamowem zlokalizowana jest murowana kapliczka z 1930 r. którą murował Stefan Bielarski na miejscu starego drewnianego krzyża otoczonego żelaznym (zachowanym)ogrodzeniem (obecnie środek wsi Adamów). Przy ul. Olszowej (gdzie początkowo zlokalizowana była wieś) znajduje się kapliczka z 1983 roku.
W latach 1945–1948 Wólka Brzozokalska należała do powiatu błońskiego z siedzibą w Grodzisku Mazowieckim. W latach 1948–1975 r. wieś leżała na terenie powiatu grodziskiego. Od 1954 roku wieś na krótko należała do Gromadzkiej Rady Narodowej w Kuklówce Zarzecznej, która została zlikwidowana w 1959 r. W 1969 r. przywrócono zamienioną w 1954 r. na Gromadzką Radę Narodową gminę Radziejowice. W 1957 r. nastąpiła elektryfikacja wsi. W tym czasie z inicjatywy Andrzeja Siwca działającego w PTTK oddział Grodzisk Maz. wytyczone zostały szlaki turystyczne: niebieski z Grodziska Maz. do Radziejowic i żółty ze Skuł do Jaktorowa. W 1975 r. nastąpiła likwidacja powiatów i wieś włączona została do nowo utworzonego województwa skierniewickiego. Po roku 1975 wieś została ostatecznie włączona administracyjnie do wsi Adamów. Nastąpiła stopniowa wyprzedaż gruntów rolnych zamienianych na działki rekreacyjne.
Z inicjatywy Andrzeja Siwca wprowadzone zostało nazewnictwo ulic nawiązujące do historii okolicy. W latach 90. XX w. wykonana została: gazyfikacja, budowa nowej nawierzchni asfaltowej i przyłączenie do sieci telefonicznej. Na początku XXI w. wieś przyłączona została do wodociągu. Po reformie administracyjnej w 1998 r. Wólka Brzozokalska należy do nowo powstałego powiatu w Żyrardowie. Wólka Brzozokalska – Adamów częściowo rozciąga się wzdłuż malowniczego wąwozu Pisi Tucznej ze stromymi i wysokimi na sześć metrów skarpami. Zwiedzanie wąwozu jest szczególnie atrakcyjne w okresie wczesnowiosennym. W wąwozie pradoliny Pisi zamieszkują bobry, czapla i zimujące spore stada kaczek. Wąwóz jest doskonałą ostoją dla dzików i saren. Z Pisą Tuczną łączy się mniejsza struga Ruczaj mająca własny częściowo tylko dostępny wąwóz. W Ruczaju można zaobserwować raki co świadczy o czystości wody niemającej większych zagrożeń powodujących zanieczyszczenie. Na terenie wsi znajdują się pomniki przyrody, m.in. dąb szypułkowy "Maciej" o obwodzie pnia ok. 4,5 m, pod którym, według zmarłej w 2010 roku, Anny z Siwców Kwiecińskiej,pamiętającej artystę, często przesiadywał, ubrany w siermięgę, przepasany sznurem i z wielkim kapeluszem Józef Chełmoński. Drzewo to widoczne jest z wąwozu i z ul. Brzozokalskiej. Inne pomniki ostańce z Puszczy Jaktorowskiej to dęby: "Kazimierz", "Jan", "Walenty" i graby. Do pomników zaliczają się też, posadzone przez Jana Siwca: stuletnia aleja lipowa.Trzy pomniki przyrody  a więc  buk, dąb piramidalny i glediczja trójcierniowa, posadzone w 1929 roku to dary Prezydenta prof.  Ignacego Mościckiego dla Jana Siwca, który ofiarował również cisa, mającego obecnie średnicę korony ok. 12 metrów. Numeracja domów pochodzi z końca lat 50. XX wieku i rozpoczyna się od wschodu  na zachód i od południa na północ. Wcześniejsza numeracja rozpoczynała się od zabudowań oddalonych na południe od ul. Brzozokalskiej i dopiero dalej wzdłuż ulicy. I tak np. obecny numer 2 na początku wsi był dopiero nr. 7.

## Literatura
- Mazowsze 148 aut. Pawiński 1892 r.
- Lechosław Herz Podwarszawskie szlaki piesze